# Callistoctopus bunurong
Callistoctopus bunurong is een inktvissensoort uit de familie van de Octopodidae. De wetenschappelijke naam van de soort werd voor het eerst geldig gepubliceerd in 1990 door Stranks als Octopus bunurong.